# Plakaran (Jrengik)
Plakaran is een bestuurslaag in het regentschap Sampang van de provincie Oost-Java, Indonesië. Plakaran telt 1921 inwoners (volkstelling 2010).